# Зачисття
Зачисття (біл. вёска Зачысьце) — село в складі Борисовського району Мінської області, Білорусь. Село є адміністративним центром Зачистівської сільської ради, розташоване в північно-східній частині області.